# MEN'S WALKER
『MEN'S WALKER』（メンズウォーカー） は、日本の出版社・角川書店がかつて刊行していた都市情報雑誌。東京ウォーカー系列誌の一つ。1996年創刊、2000年9月休刊。
マンスリーウォーカーの後継誌として、男性向けの隔週刊誌となり、当初は首都圏情報誌だったが、後期は花田紀凱を編集長に迎え、エリア情報を廃し、特集・コラムを中心とした紙面に大幅に刷新された。